# Llista d'obres de Jacob van Ruisdael
L'obra de Jacob van Ruisdael es compon sobretot de paisatges de dunes prop de Haarlem i salts d'aigua en ambients muntanyencs. Se'l coneix com un dels pintors més importants de l'Edat d'Or holandesa.
Informació actualitzada per un bot. Els canvis manuals es perdran quan s'actualitzi!
| Imatge | Títol | Data              | Col·lecció | Dades      |
| ------ | --- | ----------------- | --- | ---------- |
|        | El molí de vent a Wijk bij Duurstede                                                                           | 1670              | Rijksmuseum Museu d'Amsterdam collection Adriaan van der Hoop | Q2881603   |
|        | Una cascada en un paisatge rocós                                                                               | 1660              | National Gallery de Londres | Q3661546   |
|        | El cementiri jueu                                                                                              | 1653              | Col·leccions Nacionals de Dresden | Q3676960   |
|        | Castell Bentheim                                                                                               | 1653              | Galeria Nacional d'Irlanda | Q3793357   |
|        | Un paisatge boscós                                                                                             | 1662              | Institut de Belles Arts Barber | Q3888842   |
|        | Un paisatge amb un castell en ruïnes i una Església                                                            | 1665              | National Gallery de Londres | Q3888847   |
|        | Pantano Arbrada                                                                                                | 1665 1660s        | Hermitage | Q3892842   |
|        | Dos molins d'aigua i un Open resclosa prop Singraven                                                           | 1650              | National Gallery de Londres | Q5813781   |
|        | El cementiri jueu                                                                                              | 1650s             | Institut d'Arts de Detroit | Q5824293   |
|        | Paisatge amb cascada                                                                                           | 1668              | Rijksmuseum Museu d'Amsterdam collection Adriaan van der Hoop | Q11747757  |
|        | Vista d'Haarlem amb camps de blanqueig                                                                         | 1670              | Kunsthaus Zürich | Q15805700  |
|        | Paisatge de muntanya amb cascada                                                                               | 1650s             | Mauritshuis Rijksmuseum National Art Gallery of the Netherlands | Q17275829  |
|        | Vista de camps de blanqueig i Haarlem                                                                          | 1670              | Mauritshuis | Q17275831  |
|        | Paisatge d'hivern amb un port                                                                                  | 1660s             | Mauritshuis | Q17276086  |
|        | Castell Bentheim                                                                                               | 1650s             | Rijksmuseum | Q17320342  |
|        | Paisatge muntanyós amb cascada                                                                                 | 1660s             | Rijksmuseum Museu d'Amsterdam | Q17320343  |
|        | Paisatge d'hivern                                                                                              | 1665              | Rijksmuseum | Q17320344  |
|        | Escena del bosc                                                                                                | 1653              | Rijksmuseum | Q17320345  |
|        | Vista d'Haarlem des del nord-oest, amb camps blancs en primer pla                                              | 17th century      | Rijksmuseum | Q17320346  |
|        | El gual | 1660s             | Rijksmuseum | Q17328411  |
|        | Paisatge amb ruïnes                                                                                            | 1682              | Rijksmuseum | Q17334212  |
|        | Granja en un paisatge de dunes arbrades                                                                        | 1680s             | Rijksmuseum | Q17334415  |
|        | Paisatge rocós                                                                                                 | 1660s             | Rijksmuseum Museu d'Amsterdam collection Adriaan van der Hoop | Q17342203  |
|        | Paisatge amb molí d'aigua                                                                                      | 1661              | Rijksmuseum Museu d'Amsterdam collection Adriaan van der Hoop | Q17342207  |
|        | Pista de sorra a les dunes                                                                                     | 1650              | Rijksmuseum Museu d'Amsterdam | Q17342928  |
|        | Duna paisatge amb un caça de conill                                                                            | 1650s             | Frans Hals Museum | Q17524550  |
|        | Dune Paisatge amb teulada de palla                                                                             | 1646              | Frans Hals Museum Charles Sedelmeyer collection | Q17524578  |
|        | Vista del carrer Damrak a Amsterdam                                                                            | 1670s             | Museu d'Amsterdam Mauritshuis | Q17737613  |
|        | Veure en el Amstel des Amsteldijk                                                                              | 1680              | Museu d'Amsterdam | Q17813694  |
|        | Kostverloren Casa a la Amstel                                                                                  | 1660s             | Museu d'Amsterdam | Q17856010  |
|        | Paisatge d'hivern                                                                                              | 1660s             | Museu d'Art de Birmingham | Q18592052  |
|        | Mar tempestuós                                                                                                 | 1650s             | Nationalmuseum | Q18599951  |
|        | Camí a través d'un bosc d'arbres                                                                               | 1660s             | Nationalmuseum | Q18600162  |
|        | Vista d'Egmond aan Zee                                                                                         | 1650              | Nationalmuseum | Q18600184  |
|        | El Damrak a Amsterdam                                                                                          | 1670              | Museu Boijmans Van Beuningen | Q18640743  |
|        | Vista de Naarden i l'església de Muiderberg                                                                    | 1647              | Museu Thyssen-Bornemisza Sammlung Schloss Rohoncz | Q18686202  |
|        | Roures en un llac amb nenúfars                                                                                 | 1650s             | Gemäldegalerie | Q18686208  |
|        | Curs d'aigua a través d'un bosc                                                                                | 1660s             | Museu Metropolità d'Art | Q18686212  |
|        | Paisatge amb una passarel·la                                                                                   | 1652              | Col·lecció Frick Museu del Führer Munich Central Collecting Point | Q19857380  |
|        | Quay a Amsterdam                                                                                               | 1670s             | Col·lecció Frick | Q19857381  |
|        | Paisatge amb un poble en la distància                                                                          | 1646              | Museu Metropolità d'Art | Q19905162  |
|        | Els camps de blat                                                                                              | 1670              | Museu Metropolità d'Art | Q19905217  |
|        | Grainfields | 1668              | Museu Metropolità d'Art | Q19905278  |
|        | Muntanya Torrent                                                                                               | 1670s             | Museu Metropolità d'Art | Q19912779  |
|        | Els arbres en un llac amb bot de rems                                                                          | 1650              | Museu Boijmans Van Beuningen | Q19925103  |
|        | Paisatge d'hivern                                                                                              | 1670              | Museu Boijmans Van Beuningen | Q19925615  |
|        | Paisatge hivernal amb patinadors                                                                               | 1667              | Museu Boijmans Van Beuningen Gebruder Douwes | Q19926042  |
|        | Un camp de blat de moro, en el fons del Zuiderzee                                                              | 1650s             | Museu Boijmans Van Beuningen | Q19927934  |
|        | Molí d'aigua prop d'una granja                                                                                 | 1660              | Museu Boijmans Van Beuningen | Q19928771  |
|        | Vista d'Amsterdam                                                                                              | 1660s             | National Gallery de Londres No/unknown value | Q19928870  |
|        | El Claustre | 1649 17th century | Gemäldegalerie | Q19967269  |
|        | Paisatge arbrat amb un estany i la gent                                                                        | 1660              | Museu Norton Simon | Q20017932  |
|        | Escena del bosc                                                                                                | 1655              | Galeria Nacional d'Art | Q20177382  |
|        | Paisatge | 1670              | Galeria Nacional d'Art Col·lecció Samuel H. Kress | Q20177629  |
|        | Casa de camp en un parc                                                                                        | 1670s             | Galeria Nacional d'Art | Q20177647  |
|        | Dos molins d'aigua i una resclosa oberta                                                                       | 1653              | Museu J. Paul Getty | Q20179227  |
|        | Pont amb una resclosa                                                                                          | 1648              | Museu J. Paul Getty Cabinet de Monseigneur le duc de Choiseul | Q20179504  |
|        | Paisatge amb un camp de blat                                                                                   | 1650s             | Museu J. Paul Getty | Q20181956  |
|        | Camí en un bosc de roures                                                                                      | 1646              | Galeria Nacional de Dinamarca | Q20268070  |
|        | Paisatge amb una escena de la caça                                                                             | 1670s             | Galeria Nacional de Dinamarca | Q20268534  |
|        | Paisatge amb les ruïnes del Castell de Egmond                                                                  | 1655              | Institut d'Art de Chicago | Q20273922  |
|        | Duna paisatge prop de Haarlem                                                                                  | 1650              | Galeria Nacional de Dinamarca | Q20387308  |
|        | Molí d'aigua                                                                                                   | 1660              | Galeria Nacional de Victòria | Q20423793  |
|        | Els arbres de roure per una bassa                                                                              | 1649              | Galeria Nacional de Dinamarca | Q20440691  |
|        | Els arbres de roure prop d'un camí, de nit                                                                     | 1660              | Galeria Nacional de Dinamarca castell de Frederiksborg | Q20441128  |
|        | Una cascada en una regió rocosa                                                                                | 1660s             | Galeria Nacional de Dinamarca | Q20464187  |
|        | Camí a través d'un bosc de roures                                                                              | 1647              | Galeria Nacional de Dinamarca | Q20469421  |
|        | Pujol arbrada amb una vista del castell de Bentheim                                                            | 1650s             | Art Gallery of New South Wales | Q20488835  |
|        | Un cascada de muntanya                                                                                         | 1660s             | Galeria Nacional de Dinamarca | Q20537069  |
|        | Paisatge amb una cascada i una barraca                                                                         | 1660s             | Galeria Nacional de Dinamarca | Q20539107  |
|        | Bosc | 1660s             | Museu de Belles Arts de Boston | Q20540238  |
|        | Mar agitat | 1675              | Museu de Belles Arts de Boston | Q20540240  |
|        | Vista d'Alkmaar                                                                                                | 1675              | Museu de Belles Arts de Boston | Q20540244  |
|        | El Raig de Llum                                                                                                | 1665              | Departament de Pintura del Museu del Louvre | Q20683330  |
|        | Om vell amb la vista d'Egmond aan Zee                                                                          | 1648              | Currier Museum of Art Cook collection | Q20754654  |
|        | Castell Bentheim                                                                                               | 1653              | No/unknown value | Q20754676  |
|        | El matoll prop de Haarlem                                                                                      | 1649              | Departament de Pintura del Museu del Louvre | Q20760413  |
|        | El Gran Roure                                                                                                  | 1652              | Museu d'Art del Comtat de Los Angeles | Q20765746  |
|        | Els bancs d'un riu                                                                                             | 1649              | Galeries Nacionals d'Escòcia The Torrie Collection University of Edinburgh Art Collection | Q20767339  |
|        | Veure en el Amstel Mirant cap a Amsterdam                                                                      | 1670s             | Museu Fitzwilliam | Q20767567  |
|        | El Zuiderzee Costa, prop de Muiden                                                                             | 1680              | Polesden Lacey National Trust for Places of Historic Interest or Natural Beauty Cabinet de Monseigneur le duc de Choiseul | Q20768528  |
|        | Cascada amb un Half-Timbered House i Castell                                                                   | 1665              | Museu Fogg Museus d'Art de Harvard | Q20770603  |
|        | Vista del IJ en un dia tempestuós                                                                              | 1662              | Museu d'Art de Worcester | Q20770776  |
|        | Mar agitat en un embarcador                                                                                    | 1650s             | Museu d'Art Kimbell | Q20770856  |
|        | Paisatge del riu amb un castell en un alt penya-segat                                                          | 1670s             | Museu d'Art de Cincinnati | Q20770924  |
|        | La plaça Dam a Amsterdam amb la Casa Pesar                                                                     | 1675              | Gemäldegalerie | Q20771122  |
|        | Duna paisatge                                                                                                  | 1646              | Hermitage | Q20789584  |
|        | Cascada en un paisatge muntanyós                                                                               | 1660s             | Hermitage | Q20789608  |
|        | Paisatge muntanyós                                                                                             | 1670s             | Hermitage | Q20789646  |
|        | Paisatge amb una cabana i els arbres                                                                           | 1646              | Galeria d'Art d'Hamburg | Q20789674  |
|        | Roure prop d'un estany                                                                                         | 1647              | Museu de Belles Arts de Budapest | Q20789972  |
|        | Paisatge amb cascada                                                                                           | 1660s             | Col·lecció Wallace | Q20790012  |
|        | Un poble a l'hivern                                                                                            | 1665              | Col·leccions de Pintura de l'Estat de Baviera | Q20792561  |
|        | Un turó boscosa                                                                                                | 1650s             | Galeria Nacional Finlandesa | Q20792692  |
|        | Vista de camp de gra amb una Ciutat Distant                                                                    | 1660s             | Museu d'Art del Comtat de Los Angeles | Q20794975  |
|        | Hilly paisatge arbrat amb Castell                                                                              | 1650s             | Duke of Buccleuch collection | Q20795007  |
|        | Vora d'un bosc amb una camp de gra                                                                             | 1655              | Museu d'Art Kimbell | Q20795794  |
|        | Vista des de les dunes fins al mar                                                                             | 1655              | Kunsthaus Zürich | Q20796305  |
|        | Paisatge amb un molí de vent                                                                                   | 1646              | Museu d'Art de Cleveland Cook collection | Q20801653  |
|        | Paisatge amb un molí de vent a la nit                                                                          | 1650              | Col·lecció Reial | Q20801666  |
|        | Banc de sorra                                                                                                  | 1647              | Nivaagaard | Q20801681  |
|        | Dunes amb un pastor i el seu ramat                                                                             | 1650s             | Fondation Custodia | Q20803324  |
|        | Cornelis de Graeff amb la seva dona i fills                                                                    | 1660              | Galeria Nacional d'Irlanda Museu d'Amsterdam | Q20803805  |
|        | Caça del mascle en una fusta amb un pantà                                                                      | 1660s             | Col·leccions Nacionals de Dresden | Q20804129  |
|        | Paisatge arbrat amb una carretera inundada                                                                     | 1650s             | Museu de la Cartoixa de Douai Departament de Pintura del Museu del Louvre | Q20804313  |
|        | Dos molins d'aigua i una resclosa oberta                                                                       | 1650s             | No/unknown value | Q20804345  |
|        | Hilly Paisatge                                                                                                 | 1652              | Herzog Anton Ulrich Museum | Q20804353  |
|        | Cascada amb el castell, construït sobre la roca                                                                | 1660s             | Herzog Anton Ulrich Museum | Q20804383  |
|        | Paisatge d'hivern amb una vista del riu Amstel i Amsterdam en la distància                                     | 1660s             | No/unknown value Demidov collection | Q20804479  |
|        | Paisatge amb vista de Ootmarsum                                                                                | 1650s             | Col·leccions de Pintura de l'Estat de Baviera | Q20804494  |
|        | Ruïnes de Brederode                                                                                            | 1655              | Museu d'Art de Filadèlfia | Q20804564  |
|        | Dunes al costat del mar                                                                                        | 1648              | Galeria Nacional d'Art Richard Green Fine Paintings | Q20804651  |
|        | El Castell de Bentheim                                                                                         | 1651              | No/unknown value | Q20804908  |
|        | Paisatge amb una comporta                                                                                      | 1660s             | Museu d'Art de Toledo | Q20809692  |
|        | Tres Grans Arbres en un paisatge muntanyós amb un riu                                                          | 1660s             | Museu Norton Simon | Q20809948  |
|        | Blanquejament camps al nord-nord-est de Haarlem                                                                | 1670s             | Museu d'Art de Filadèlfia The William L. Elkins Collection, 1924 | Q20809994  |
|        | Vaixells en un mar tempestuós                                                                                  | 1670s             | Museu d'Art de Filadèlfia The William L. Elkins Collection, 1924 | Q20809995  |
|        | Conducte | 1680s             | Museu d'Art de Filadèlfia | Q20809996  |
|        | Dunes | 1650s             | Museu d'Art de Filadèlfia | Q20809997  |
|        | Paisatge d'un bosc amb un pont de fusta                                                                        | 1670s             | Museu d'Art de Filadèlfia The William L. Elkins Collection, 1924 | Q20809998  |
|        | Paisatge amb una cascada                                                                                       | 1660s             | Museu d'Art de Filadèlfia | Q20809999  |
|        | Declivi camp                                                                                                   | 1660s             | Museu d'Art de Filadèlfia | Q20810000  |
|        | Pont de Pedra                                                                                                  | 1648              | Museu d'Art de Filadèlfia | Q20810001  |
|        | Tempesta a les Dunes                                                                                           | 1648              | Museu d'Art de Filadèlfia | Q20810002  |
|        | Paisatge d'hivern                                                                                              | 1660s             | Museu d'Art de Filadèlfia | Q20810008  |
|        | Paisatge amb un molí de vent per un riu                                                                        | 1655              | No/unknown value | Q20816148  |
|        | Paisatge de l'hivern amb un Windmill                                                                           | 1670s             | Fondation Custodia Adolphe Schloss collection Charles Sedelmeyer collection | Q20816224  |
|        | Paisatge amb una cascada                                                                                       | 1670s             | Galleria degli Uffizi | Q20819833  |
|        | Dune paisatge prop de Haarlem                                                                                  | 1647              | Susan and Matthew Weatherbie Collection col·lecció de Jacques Goudstikker Sammlung Schloss Rohoncz | Q20820624  |
|        | Paisatge de muntanya amb cascada                                                                               | 1670s             | Museu d'Història de l'Art de Viena | Q20821296  |
|        | El Bosc Gran                                                                                                   | 1650s             | Museu d'Història de l'Art de Viena | Q20821362  |
|        | Paisatge amb riu i entrada celler                                                                              | 1649              | Museu d'Història de l'Art de Viena | Q20821405  |
|        | Petit paisatge Woodland                                                                                        | 1660              | Museu d'Història de l'Art de Viena | Q20821560  |
|        | Paisatge amb rierol de la muntanya                                                                             | 1670s             | Museu d'Història de l'Art de Viena | Q20821753  |
|        | Els vaixells en els mars tempestuosos                                                                          | 1655              | Instituut Collectie Nederland Stichting Nederlands Kunstbezit Rijksmuseum Collection Goudstikker heirs col·lecció de Jacques Goudstikker Col·lecció Hermann Göring | Q20823411  |
|        | Mar tempestuós amb vaixells de vela                                                                            | 1660s             | Museu Thyssen-Bornemisza | Q20824168  |
|        | Camí a través del camp de gra prop del Zuider Zee                                                              | 1670s             | Museu Thyssen-Bornemisza | Q20824185  |
|        | Paisatge d'hivern                                                                                              | 1670              | Museu Thyssen-Bornemisza | Q20824328  |
|        | Vista de Burg Bentheim                                                                                         | 1650s             | Mauritshuis | Q20824418  |
|        | Paisatge amb Dune i Petita Cascada                                                                             | 17th century      | Museu Nacional d'Art Occidental | Q20825575  |
|        | Un camí a través d'una fusta de roure                                                                          | 1660s             | Museu Nacional d'Art Occidental Northbrook collection | Q20825577  |
|        | Paisatge hivernal amb figures i un Windmill                                                                    | 1670s             | No/unknown value | Q20855924  |
|        | Vista de les Ruïnes d'Huis ter Kleef i Haarlem                                                                 | 1660s             | Museu Jacquemart-André Demidov collection | Q20856047  |
|        | Paisatge d'hivern prop de Haarlem                                                                              | 1670s             | Institut Städel Charles Sedelmeyer collection | Q20856063  |
|        | Un camí en un lloc boscós, Haarlem en la distància                                                             | 1650s             | No/unknown value | Q20856258  |
|        | Paisatge muntanyós amb una cascada                                                                             | 1670              | No/unknown value | Q20856274  |
|        | Paisatge d'hivern amb dos molins de vent                                                                       | 1670s             | Eijk and Rose-Marie van Otterloo Collection Cook collection Museu de Belles Arts de Boston | Q20856280  |
|        | Entrada a una de fusta                                                                                         | 1646              | Acadèmia de Belles Arts de Viena | Q20857201  |
|        | Bosc de grans arbres de roure a la vora d'un estany                                                            | 1665              | Galeria Nacional d'Art de Karlsruhe | Q20857280  |
|        | Paisatge de la muntanya al llarg d'un riu                                                                      | 1670s             | Michaelis Collection Lawrie & Co Michaelis selection | Q20859142  |
|        | Paisatge noruec amb cascada                                                                                    | 1665              | Residenzgalerie Kunsthandel P. de Boer | Q20859182  |
|        | Planta de blanqueig                                                                                            | 1640s             | National Gallery de Londres | Q20870755  |
|        | The Shore a Egmond aan Zee                                                                                     | 1675              | National Gallery de Londres Cabinet de Monseigneur le duc de Choiseul | Q20871074  |
|        | Un paisatge extens amb Ruïnes                                                                                  | 1665              | National Gallery de Londres | Q20871785  |
|        | Paisatge de la duna amb un home i un nen caminant cap a una ciutat                                             | 1647              | Museu Puixkin | Q20873110  |
|        | Un paisatge del riu amb figures                                                                                | 1655              | Museu Puixkin | Q20873134  |
|        | Paisatge amb dunes                                                                                             | 1649              | Museu d'Art del Comtat de Los Angeles | Q20881575  |
|        | Casa sota els arbres prop d'un camp                                                                            | 1653              | No/unknown value | Q20885894  |
|        | Paisatge amb una cabana i un molí de vent                                                                      | 1646              | No/unknown value | Q20886710  |
|        | Naus en una tempesta davant de les costes                                                                      | 1650s             | Departament de Pintura del Museu del Louvre | Q20886860  |
|        | Vista d'Haarlem des del nord-oest                                                                              | 1668              | Gemäldegalerie | Q20888943  |
|        | Dunes i camps de blanqueig                                                                                     | 1668              | Gemäldegalerie | Q20889047  |
|        | Cascada a la posta del sol                                                                                     | 1660s             | Gemäldegalerie | Q20889302  |
|        | Vista de Binnen-Amstel a Amsterdam                                                                             | 1656              | Museu de Belles Arts de Budapest | Q20889320  |
|        | Carretera amb els camps de blat de moro i roure                                                                | 1660s             | Galleria degli Uffizi | Q20890597  |
|        | Castell i Molí d'aigua per un riu                                                                              | 1670s             | Institut d'Art de Minneapolis | Q20891323  |
|        | Paisatge amb cascada (Sant Lluís)                                                                              | 1665              | Museu d'Art de Saint Louis | Q20900713  |
|        | Paisatge del riu amb l'església                                                                                | 1660s             | Museu Calouste Gulbenkian | Q20900826  |
|        | Paisatge de muntanya amb cascada                                                                               | 1660s             | Museu Nacional de Varsòvia | Q20900842  |
|        | Paisatge amb un de viatgers                                                                                    | 1650              | Hermitage | Q20900859  |
|        | Sortida del sol a una fusta                                                                                    | 1670s             | Col·lecció Wallace | Q20900874  |
|        | Cascada amb el castell cim de la muntanya i cabana                                                             | 1668              | Museumslandschaft Hessen Kassel | Q20901655  |
|        | Cascada amb el castell cim de la muntanya i la casa de camp amb figures al llarg d'una carretera               | 1670s             | Museu de Belles Arts d'Estrasburg | Q20901667  |
|        | Dos molins | 1660s             | Museu de Belles Arts d'Estrasburg | Q20901677  |
|        | Torrent amb arbres de roure                                                                                    | 1660s             | Col·leccions de Pintura de l'Estat de Baviera | Q20901691  |
|        | Sota la cascada en un paisatge arbrat amb un Dead Haia                                                         | 1660s             | Museu d'Art de Cleveland | Q20901760  |
|        | Paisatge amb una església per un Torrent                                                                       | 1670              | Museu d'Art de Cleveland | Q20901925  |
|        | Boscós i muntanyenc paisatge                                                                                   | 1660s             | Museu d'Art de Cleveland | Q20902125  |
|        | Paisatge amb pont, bestiar, i Xifres                                                                           | 1660              | Institut d'Art Clark | Q20907680  |
|        | Paisatge arbrat amb un estany                                                                                  | 1650              | No/unknown value Galeria d'Art Corcoran | Q20907959  |
|        | Un paisatge boscós amb un estany                                                                               | 1648              | Museu de Belles Arts de Houston Newhouse Galleries | Q20916288  |
|        | Paisatge amb cascada                                                                                           | 1670s             | Museu d'Art d'Indianàpolis Demidov collection | Q20916494  |
|        | Paisatge rocós amb el castell i Cascade                                                                        | 1670s             | Institut d'Art de Dayton Demidov collection Institut d'Art de Chicago | Q20916957  |
|        | Vista d'Haarlem des del sud amb els camps de blanqueig                                                         | 1667              | Museu d'Art Timken | Q20917821  |
|        | Una Cascada | 1670              | Dulwich Picture Gallery | Q20925107  |
|        | Paisatge amb molins de vent prop de Haarlem                                                                    | 1650s             | Dulwich Picture Gallery | Q20925213  |
|        | Paisatge arbrat amb una cascada                                                                                | 1660              | Museu d'Art de San Diego | Q20926417  |
|        | Camp de blat                                                                                                   | 1660              | Palau de Belles Arts de Lilla | Q20926427  |
|        | Pantà en un bosc al vespre                                                                                     | 1660              | Museu de Belles Arts de Bilbao | Q20926430  |
|        | Paisatge amb un molí i ruïnes                                                                                  | 1653              | Galeria d'Art d'Austràlia Meridional | Q20926453  |
|        | Paisatge muntanyós amb falconer i genet                                                                        | 1653              | Charles Sedelmeyer collection | Q20962047  |
|        | Molí d'aigua al costat d'un bosc                                                                               | 1650s             | No/unknown value Museu d'Art de Toledo | Q20962114  |
|        | Paisatge muntanyós amb una cascada, una casa de camp, i un castell                                             | 1660s             | No/unknown value | Q20962894  |
|        | Cascada en un bosc de roures                                                                                   | 1660s             | Museu Fabre | Q20963042  |
|        | Paisatge amb cascada                                                                                           | 1660s             | Museu de Belles Arts de Lió | Q20963061  |
|        | Bosc amb xifres properes a un riu                                                                              | 1655              | No/unknown value | Q20963088  |
|        | Paisatge del bosc muntanyós amb una casa prop d'una cascada                                                    | 1655              | Institut Städel | Q20963247  |
|        | Paisatge del bosc muntanyós                                                                                    | 1655              | Prof. J.J. Bachofen-Burckhardt-Stiftung No/unknown value | Q20963306  |
|        | Paisatge de la duna amb dues figures i pescador                                                                | 1647              | No/unknown value | Q20963632  |
|        | Paisatge rocós amb cascada                                                                                     | 1670              | No/unknown value | Q20963686  |
|        | Cascada amb el pont i pins                                                                                     | 1660s             | Beecroft Art Gallery | Q20963697  |
|        | Cascada amb arbres i l'església                                                                                | 1668              | Museu Wallraf-Richartz | Q20965916  |
|        | Cascada amb el poble, el pont i els arbres de pi                                                               | 1660s             | Museu de Belles Arts del Canadà Museu del Führer Munich Central Collecting Point | Q20965917  |
|        | Paisatge d'hivern amb el molí i la casa en construcció                                                         | 1670s             | No/unknown value | Q20966064  |
|        | Paisatge d'hivern amb molí d'aigua                                                                             | 1660s             | No/unknown value Gebruder Douwes | Q20966442  |
|        | Duna paisatge amb arbres                                                                                       | 1648              | No/unknown value | Q20966481  |
|        | Paisatge arbrat amb una seqüència de roques                                                                    | 1660              | No/unknown value | Q20968139  |
|        | Vista panoràmica de Haarlem                                                                                    | 1670              | Galeria d'Art Guildhall | Q20968305  |
|        | La gran piscina                                                                                                | 1652              | Museu d'Art d'Indianàpolis | Q20968420  |
|        | Paisatge de dunes al vespre amb un home que condueix un ase                                                    | 1647              | Museu de Belles Arts de Leipzig Demidov collection Charles Sedelmeyer collection | Q20968723  |
|        | El roure nuós                                                                                                  | 1650s             | Art, Design & Architecture Museum No/unknown value | Q20969921  |
|        | Cascada (Petworth)                                                                                             | 1660s             | National Trust for Places of Historic Interest or Natural Beauty | Q20971202  |
|        | Vista d'Alkmaar (Upton)                                                                                        | 1672              | Upton House National Trust for Places of Historic Interest or Natural Beauty | Q20971448  |
|        | Una cascada en un paisatge rocós                                                                               | 1660s             | Museu Liechtenstein | Q20971485  |
|        | Vista d'Egmond aan Zee                                                                                         | 1650              | Galeria d'Art i Museu Kelvingrove | Q20971499  |
|        | Mountainous landscape with waterfall                                                                           | 1660s             | No/unknown value | Q20971509  |
|        | Paisatge muntanyós amb roure en un camp de blat de moro                                                        | 1650s 1660s       | Museu Nacional d'Art, Arquitectura i Disseny | Q20971523  |
|        | A wooded landscape                                                                                             | 1662              | Galeria Nacional d'Irlanda | Q20971649  |
|        | Paisatge amb comporta                                                                                          | 1647              | Rijksmuseum Twenthe col·lecció de Jacques Goudstikker | Q20972455  |
|        | Low Waterfall in a Hilly Landscape with a Thatched Cottage                                                     | 1670              | No/unknown value Charles Sedelmeyer collection | Q20974025  |
|        | Sloping Field with Sheaves of Wheat                                                                            | 1655              | No/unknown value | Q20974974  |
|        | Wooded Landscape with Waterfall                                                                                | 1668              | Museu d'Art de Carolina del Nord | Q20977719  |
|        | Castell Bentheim                                                                                               | 1653              | Galeria d'Art Guildhall | Q20978558  |
|        | Castell Bentheim                                                                                               | 1660              | Städtische Kunstsammlungen, Augsburg | Q20978696  |
|        | Castell Bentheim                                                                                               | 1660s             | No/unknown value | Q20978834  |
|        | A river landscape with a waterfall, c. 1660                                                                    | 1660              | Phoenix Art Museum | Q20979474  |
|        | Castell Bentheim                                                                                               | 1660s             | No/unknown value col·lecció de Jacques Goudstikker | Q20979507  |
|        | Wooded mountainous landscape with fishermen and resting travellers near a waterfall                            | 1660s             | Museum De Lakenhal Instituut Collectie Nederland Stichting Nederlands Kunstbezit Cultural Heritage Agency of the Netherlands Art Collection Dienst Verspreide Rijkscollecties Rijksdienst Beeldende Kunst Museu del Führer Munich Central Collecting Point Museu Groninger                       | Q20982418  |
|        | Paisatge hivernal amb un grup d'arbres cobert de neu                                                           | 1670s             | Institut Städel | Q20983769  |
|        | Huis ter Kleef                                                                                                 | 1650s             | No/unknown value Cook collection Richard Green Fine Paintings | Q20983860  |
|        | Waterfall with ruins and a village in the distance                                                             | 1675              | Museum Kunsthaus Heylshof No/unknown value Charles Sedelmeyer collection | Q20987174  |
|        | Landscape with waterfall and wooden footbridge                                                                 | 1660s             | No/unknown value | Q20987235  |
|        | Wooded landscape with swans in a pond                                                                          | 1660s             | Institut Städel | Q20988874  |
|        | Paisatge amb un viatger en un camí                                                                             | 1649              | No/unknown value | Q20989158  |
|        | Winter landscape with dead tree                                                                                | 1660s             | Hermitage | Q20989240  |
|        | Paisatge amb cases i un camí de sorra                                                                          | 1647              | Hermitage | Q20989252  |
|        | Escena de platja amb alguns vaixells, caminants i banyistes                                                    | 1676              | Hermitage | Q20989257  |
|        | Mountainous landscape with a torrent                                                                           | 1670s             | No/unknown value | Q21000727  |
|        | Winter View of the Hekelveld in Amsterdam                                                                      | 1670s             | Bute Collection at Mount Stuart | Q21001561  |
|        | The Waterfall in front of the Wooded Slope                                                                     | 1670s             | Col·leccions Nacionals de Dresden | Q21004716  |
|        | Extensive field landscape with a track and a church in the distance                                            | 1650              | Col·leccions Nacionals de Dresden | Q21006770  |
|        | Escena de boscos amb un llac                                                                                   | 1650s             | Gemäldegalerie | Q21006779  |
|        | Wooded River Bank                                                                                              | 1657              | Gemäldegalerie | Q21006805  |
|        | Poble als afores del bosc                                                                                      | 1651              | Gemäldegalerie | Q21006813  |
|        | Landscape with waterfall and pine trees                                                                        | 1660s             | No/unknown value | Q21010744  |
|        | Wooded landscape with a water fall                                                                             | 1660s             | Institut Städel Charles Sedelmeyer collection | Q21011388  |
|        | A Scandinavian Landscape with a Watermill                                                                      | 1660s             | No/unknown value | Q21012018  |
|        | Landscape with a Waterfall near a Castle                                                                       | 1670s             | No/unknown value | Q21012227  |
|        | Paisatge amb molí i pont sobre murs                                                                            | 1650s             | No/unknown value | Q21012279  |
|        | Rolling wooded landscape with cattle on a flooded road                                                         | 1660s             | No/unknown value | Q21012393  |
|        | Viatgers i pastors en una cruïlla a la vora d'un arbre mort                                                    | 1650s             | Museu Reial de Belles Arts de Bèlgica | Q21013024  |
|        | View of the dunes near Bloemendaal with ruins in the foreground                                                | 1660s             | No/unknown value | Q21013111  |
|        | Sailing ships in stormy seas                                                                                   | 1660s             | No/unknown value | Q21013819  |
|        | Vessels in a fresh breeze                                                                                      | 1660s             | National Gallery de Londres | Q21013842  |
|        | Vessels in choppy seas                                                                                         | 1660s             | No/unknown value Residenzgalerie | Q21013894  |
|        | View from the Coast of Norway                                                                                  | 1660s             | Museu Calouste Gulbenkian | Q21014088  |
|        | Beach and Dunes at Scheveningen                                                                                | 1660s             | Museu Condé Demidov collection | Q21014201  |
|        | A Rocky Landscape with Great Oaks                                                                              | 1655              | Museu de Belles Arts de Leipzig | Q21015022  |
|        | Waterfall in a Mountainous Landscape with a Ruined Castle                                                      | 1666              | No/unknown value | Q21015504  |
|        | Sailing Vessels in a Choppy Sea                                                                                | 1665              | No/unknown value | Q21015508  |
|        | View of the Plain of Haarlem with Bleaching Grounds                                                            | 1660s             | Susan and Matthew Weatherbie Collection Museu de Belles Arts de Boston | Q21015522  |
|        | View of the Dunes near Bloemendaal with Bleaching Fields                                                       | 1660s 1650s       | No/unknown value Demidov collection | Q21015532  |
|        | Hilly Landscape with Waterfall                                                                                 | 1660s             | Niedersächsisches Landesmuseum Hannover | Q21015614  |
|        | Wooded Landscape with Travellers                                                                               | 1650s             | Niedersächsisches Landesmuseum Hannover | Q21015892  |
|        | Pond at Forest Edge                                                                                            | 1670              | Niedersächsisches Landesmuseum Hannover | Q21016082  |
|        | Paisatge boscós de riu amb passarel·la                                                                         | 1650s             | No/unknown value | Q21018575  |
|        | Excursionistes en un sender prop del llac                                                                      | 1649              | No/unknown value | Q21018746  |
|        | Bebost rivier landschap met rustende familie                                                                   | 1670s             | No/unknown value | Q21022219  |
|        | Wooded Landscape                                                                                               | 1660s             | Hofje van Mevrouw van Aerden Museu Boijmans Van Beuningen | Q21028949  |
|        | Escena de platja, possiblement a Egmond                                                                        | 1650s             | Instituut Collectie Nederland Stichting Nederlands Kunstbezit Cultural Heritage Agency of the Netherlands Art Collection Frans Hals Museum Dienst Verspreide Rijkscollecties Rijksdienst Beeldende Kunst Museu del Führer Munich Central Collecting Point                                        | Q21029029  |
|        | Landscape with a Half-Timbered House and a Blasted Tree                                                        | 1653              | Museu d'Art Speed | Q21029938  |
|        | Camí en les dunes                                                                                              | 1647              | Col·leccions de Pintura de l'Estat de Baviera | Q21069317  |
|        | Carretera a les dunes                                                                                          | 1648              | Frans Hals Museum | Q21070556  |
|        | A winter landscape with peasants on a road and skaters on a frozen river, a cottage nearby                     | 1660s             | No/unknown value | Q21076857  |
|        | Dos viatgers conversant a la vora d'un bosc                                                                    | 1647              | Hermitage | Q21079462  |
|        | Paisatge amb un arbre mort i una tempesta que s'aproxima                                                       | 1649              | Museu Fabre | Q21079548  |
|        | Paisatge d'hivern amb una casa de fusta                                                                        | 1670              | Bader collection | Q21083431  |
|        | Lumbermen working in the woods                                                                                 | 1660s             | Departament de Pintura del Museu del Louvre | Q21084417  |
|        | Paisatge amb cases en un pujol rocós que domina la plana                                                       | 1650s             | No/unknown value | Q21114532  |
|        | Paisatge arbrat amb pastor i petita cascada                                                                    | 1670s             | No/unknown value | Q21115050  |
|        | Paisatge arbrat amb un estany i pastors                                                                        | 1650s             | No/unknown value | Q21115326  |
|        | Paisatge boscós de riu                                                                                         | 1650s             | Eijk and Rose-Marie van Otterloo Collection Museu de Belles Arts de Boston | Q21116962  |
|        | Un paisatge boscós de riu amb camperols en un pont                                                             | 1660s             | No/unknown value | Q21117253  |
|        | Paisatge muntanyós amb un torrent                                                                              | 1660s             | No/unknown value | Q21117448  |
|        | Paisatge muntanyós amb un torrent i església                                                                   | 1670              | No/unknown value | Q21124141  |
|        | A wooded river landscape with a waterfall and travellers on a bridge                                           | 1660s             | No/unknown value | Q21127220  |
|        | Paisatge de riu boscós amb una cascada baixa                                                                   | 1670s             | No/unknown value Charles Sedelmeyer collection | Q21129730  |
|        | Un caçador en un paisatge boscós                                                                               | 1640s             | No/unknown value | Q21130665  |
|        | Paisatge noruec amb cascada                                                                                    | 1670s             | No/unknown value Museu d'Art de Toledo | Q21131030  |
|        | Paisatge amb bedolls i un corrent                                                                              | 1670s             | No/unknown value | Q21152584  |
|        | Els camps de Blanqueig prop de Haarlem                                                                         | 1670              | Museu de Belles Arts de Montreal | Q21193153  |
|        | Vista de camps de blanqueig de la familia de Mol a Bloemendaal                                                 | 1660s             | Wadsworth Atheneum | Q21269357  |
|        | Vista de camps de blanqueig de Bloemendaal prop de Haarlem                                                     | 1660s             | Museu Thyssen-Bornemisza | Q21281868  |
|        | Vista interior de les Dunes                                                                                    | 1670s             | Museu Thyssen-Bornemisza | Q21281954  |
|        | Landscape | 1649              | Reial Museu de Belles Arts d'Anvers | Q21614600  |
|        | Waterfall in Norway                                                                                            |                   | Reial Museu de Belles Arts d'Anvers | Q21615088  |
|        | Landscape with Bentheim Castle, seen from below                                                                | 1675              | Galeries Nacionals d'Escòcia | Q21921439  |
|        | A Wood near The Hague, with a view of the Huis ten Bosch                                                       | 1665              | Dulwich Picture Gallery | Q23929412  |
|        | A Road winding between Trees towards a Distant Cottage                                                         | 17th century      | National Gallery de Londres | Q26493058  |
|        | A Landscape with a Ruined Building                                                                             | 1655              | National Gallery de Londres | Q26493078  |
|        | Three Watermills with Washerwomen                                                                              | 1670              | National Gallery de Londres | Q26493085  |
|        | A Ruined Castle Gateway                                                                                        | 17th century      | National Gallery de Londres | Q26505179  |
|        | A Landscape with a Waterfall and a Castle on a Hill                                                            | 17th century      | National Gallery de Londres | Q26505517  |
|        | A Road leading into a Wood                                                                                     | 17th century      | National Gallery de Londres Cabinet de Monseigneur le duc de Choiseul | Q26512692  |
|        | Ruins in a Dune Landscape                                                                                      | 1650s             | National Gallery de Londres | Q26706560  |
|        | A Rocky Hill with Three Cottages, a Stream at its Foot                                                         | 17th century      | National Gallery de Londres | Q26707968  |
|        | A Waterfall at the Foot of a Hill, near a Village                                                              | 1665              | National Gallery de Londres | Q26707995  |
|        | A Pool surrounded by Trees                                                                                     | 1665              | National Gallery de Londres | Q26707997  |
|        | A Torrent in a Mountainous Landscape                                                                           | 17th century      | National Gallery de Londres | Q26708463  |
|        | A Cottage and a Hayrick by a River                                                                             | 17th century      | National Gallery de Londres | Q26713967  |
|        | VERVALLEN Berglandschap                                                                                        |                   | Museu Groninger | Q26953658  |
|        | Landschap met man, kind en hond                                                                                |                   | Museu Groninger | Q26958017  |
|        | Waldlandschaft mit Wasserfall                                                                                  |                   | Galeria d'Art d'Auckland | Q27882416  |
|        | trees and houses                                                                                               |                   | Galeria d'Art d'Auckland | Q27882417  |
|        | Landscape Showing Haarlem Church                                                                               |                   | Galeria d'Art d'Auckland | Q27884762  |
|        | A River Scene with Angler                                                                                      |                   | Museu d'Art d'Indianàpolis | Q27895553  |
|        | Winter Landscape with a Dead Tree                                                                              | 1670s             | Hermitage | Q27969407  |
|        | Mountain Landscape with Waterfall                                                                              | 17th century      | Galeries Nacionals d'Escòcia | Q27970382  |
|        | Winter View of the Hekelveld in Amsterdam                                                                      |                   | Galeries Nacionals d'Escòcia | Q27970391  |
|        | Farm |                   | Hermitage | Q27978073  |
|        | Landscape with Cornfields                                                                                      |                   | Museu de Belles Arts de Houston | Q28039479  |
|        | Rocky Landscape with Waterfall                                                                                 | 1653              | Cultural Heritage Agency of the Netherlands Art Collection Stichting Nederlands Kunstbezit Museu Amstelkring Dienst Verspreide Rijkscollecties Rijksdienst Beeldende Kunst Instituut Collectie Nederland Museu del Führer Munich Central Collecting Point Bonnefanten Museum                     | Q28060068  |
|        | Forest landscape with pond                                                                                     | 17th century      | Cultural Heritage Agency of the Netherlands Art Collection Stichting Nederlands Kunstbezit Dienst Verspreide Rijkscollecties Rijksdienst Beeldende Kunst Instituut Collectie Nederland Museu del Führer Munich Central Collecting Point                                                          | Q28060880  |
|        | Watermill | 1660s             | Cultural Heritage Agency of the Netherlands Art Collection Stichting Nederlands Kunstbezit Dienst Verspreide Rijkscollecties Rijksdienst Beeldende Kunst Instituut Collectie Nederland Gebruder Douwes                                                                                           | Q28061441  |
|        | View of a Forest                                                                                               | 1647 1646         | Cultural Heritage Agency of the Netherlands Art Collection Stichting Nederlands Kunstbezit Museu Boijmans Van Beuningen Dienst Verspreide Rijkscollecties Rijksdienst Beeldende Kunst Instituut Collectie Nederland museu de Dordrecht Col·lecció Hermann Göring Munich Central Collecting Point | Q28061589  |
|        | Schepen op een woeste zee                                                                                      | 17th century      | Cultural Heritage Agency of the Netherlands Art Collection Instituut Collectie Nederland Gebruder Douwes | Q28097662  |
|        | Rotspartij met waterval in boslandschap                                                                        |                   | Frans Hals Museum | Q28101193  |
|        | At the edge of a wood                                                                                          |                   | Frans Hals Museum | Q28101290  |
|        | Road through a Wooded Landscape at Twilight                                                                    | 1648              | Mauritshuis | Q28113828  |
|        | Winter Landscape with Trees and a Cottage                                                                      | 1660s             | No/unknown value | Q29477664  |
|        | Paysage avec barque                                                                                            | 17th century      | Departament de Pintura del Museu del Louvre | Q29655757  |
|        | La Route | 17th century      | Departament de Pintura del Museu del Louvre | Q29655759  |
|        | Paysage au chemin tournant                                                                                     | 17th century      | Departament de Pintura del Museu del Louvre | Q29655762  |
|        | Waterfall | 17th century      | Museu Boijmans Van Beuningen | Q29856602  |
|        | Sandy Road between Trees                                                                                       | 17th century      | Museu Boijmans Van Beuningen | Q29856636  |
|        | Landschaft mit Gießbach (Nachahmer)                                                                            |                   | Col·leccions de Pintura de l'Estat de Baviera | Q29907150  |
|        | Ideallandschaft (Nachahmer)                                                                                    | 17th century      | Col·leccions de Pintura de l'Estat de Baviera | Q29920479  |
|        | Wooded Landscape with Marsh                                                                                    | 17th century      | Col·leccions de Pintura de l'Estat de Baviera | Q29951743  |
|        | Wooded Landscape with Oncoming Storm                                                                           |                   | Col·leccions de Pintura de l'Estat de Baviera | Q29960289  |
|        | Wasserfall |                   | Col·leccions de Pintura de l'Estat de Baviera | Q29960294  |
|        | Scandinavian landscape with waterfall                                                                          |                   | Col·leccions de Pintura de l'Estat de Baviera | Q30056521  |
|        | Nordic landscape with waterfall                                                                                | 1670s             | Col·leccions de Pintura de l'Estat de Baviera | Q30056522  |
|        | Waldlandschaft mit Hasenjagd                                                                                   | 17th century      | Col·leccions de Pintura de l'Estat de Baviera | Q30057050  |
|        | Waldlandschaft (Nachahmer)                                                                                     | 17th century      | Col·leccions de Pintura de l'Estat de Baviera | Q30099358  |
|        | Waldlandschaft (Nachahmer)                                                                                     | 17th century      | Col·leccions de Pintura de l'Estat de Baviera | Q30099361  |
|        | Wildbach (Nachfolger)                                                                                          | 17th century      | Col·leccions de Pintura de l'Estat de Baviera | Q30099390  |
|        | View of a Cottage on a Hill                                                                                    | 1650s             | Museu Wallraf-Richartz | Q30329960  |
|        | Landscape with a Waterfall                                                                                     | 17th century      | Museu Boijmans Van Beuningen | Q38232929  |
|        | View of Haarlem                                                                                                | 1670s             | Museu de Belles Arts de Boston Eijk and Rose-Marie van Otterloo Collection Demidov collection | Q42862861  |
|        | Landscape with Cornfield                                                                                       | 1660s             | Galeria d'Art Guildhall | Q46694033  |
|        | Landscape with Wooden Fence                                                                                    | 1648              | Acadèmia de Belles Arts de Viena | Q47545846  |
|        | A hill with an oak wood and a little waterfall                                                                 | 1650s             | Col·leccions Nacionals de Dresden | Q50325313  |
|        | Schloss Bentheim                                                                                               | 1650s             | Col·leccions Nacionals de Dresden | Q50325325  |
|        | A road through a wood                                                                                          | 1660              | Col·leccions Nacionals de Dresden | Q50325420  |
|        | The Monastery                                                                                                  | 1650s             | Col·leccions Nacionals de Dresden | Q50325431  |
|        | Waterfall with Pine tree                                                                                       | 1660s             | Col·leccions Nacionals de Dresden | Q50325510  |
|        | A waterfall with a wooden bridge                                                                               | 1670              | Col·leccions Nacionals de Dresden | Q50325582  |
|        | The Waterfall before the Mountain Castle                                                                       | 17th century      | Col·leccions Nacionals de Dresden | Q50325585  |
|        | Landscape with a Blasted Tree near a House                                                                     | 1645              | Museu Fitzwilliam | Q50814769  |
|        | Landscape with waterfall                                                                                       | 1660              | Museu Fitzwilliam | Q50820714  |
|        | Landscape with river and pines                                                                                 | 1660              | Museu Fitzwilliam | Q50820715  |
|        | Landscape, a brook and farm-house among trees                                                                  |                   | Museu Fitzwilliam | Q50820716  |
|        | Rough seas breaking over a jetty                                                                               | 17th century      | Museus Reials de Greenwich | Q50868648  |
|        | Cascade |                   | Museu de Belles Arts de Budapest | Q50894793  |
|        | Forest Landscape                                                                                               |                   | Museu de Belles Arts de Budapest | Q50929259  |
|        | Forest with Ruins                                                                                              |                   | Museu de Belles Arts de Budapest | Q50992034  |
|        | Բնապատկեր լճի մոտ                                                                                              | 1650s             | Galeria de la ciutat de Bratislava | Q51250789  |
|        | Landscape with Waterfall                                                                                       | 17th century      | National Trust for Places of Historic Interest or Natural Beauty | Q52250087  |
|        | River landscape                                                                                                | 17th century      | National Trust for Places of Historic Interest or Natural Beauty | Q52250186  |
|        | The Stone Bridge                                                                                               | 1650s             | No/unknown value | Q54513008  |
|        | Dune landscape with lovers                                                                                     | 1647              | Museumslandschaft Hessen Kassel | Q55156626  |
|        | Rocky Landscape                                                                                                | 1650              | Col·lecció Wallace | Q55163143  |
|        | Landscape with a Village                                                                                       | 1652              | Col·lecció Wallace | Q55163169  |
|        | Landscape | 17th century      | Galeriat Morava de Brno | Q55411151  |
|        | Landscape | 17th century      | Museu Nacional d'Art, Arquitectura i Disseny | Q55432607  |
|        | Pond in a forest                                                                                               | 1650s             | Acadèmia de Belles Arts de Viena | Q55861971  |
|        | Blick durch Dünen auf den Meeresstrand                                                                         | 1650              | Museumslandschaft Hessen Kassel | Q56034448  |
|        | Landscape with waterfall and castle on a mountaintop                                                           | 1665              | No/unknown value | Q56064905  |
|        | The Cottage under the Tree                                                                                     | 1655              | No/unknown value | Q56468359  |
|        | Landscape with Thatched Cottages and Thicket                                                                   | 1665              | Schloss Weimar | Q59314394  |
|        | Wild Duck Shooting                                                                                             | 1655              | Col·lecció Wallace | Q60607268  |
|        | A Wood with a Pool                                                                                             | 1660s             | Galeria Nacional d'Art de Karlsruhe | Q60642288  |
|        | River Landscape with an Angler                                                                                 | 1650              | No/unknown value | Q61132832  |
|        | Rough Sea and a Jetty                                                                                          | 1665              | No/unknown value | Q61137402  |
|        | Landscape with a Watermill                                                                                     | 1680              | Institut d'Arts de Detroit | Q61140693  |
|        | Landscape with a Glade of Trees                                                                                | 1660              | No/unknown value | Q61210392  |
|        | A Windmill on a High Riverbank                                                                                 | 1660              | No/unknown value | Q61212675  |
|        | A Hilly Landscape with a Waterfall                                                                             | 1660              | No/unknown value | Q61214013  |
|        | Wooded Landscape with a Stream                                                                                 | 1670              | Institut d'Arts de Detroit | Q61226180  |
|        | Landscape, ca. 1646                                                                                            | 1646              | Institut d'Arts de Detroit | Q61227251  |
|        | Hilly Landscape with a Watermill, ca. 1670                                                                     | 1670              | Institut d'Arts de Detroit | Q61228509  |
|        | Dune Landscape with Fence, ca. 1647                                                                            | 1647              | Institut Städel | Q61264011  |
|        | Mountain Landscape with View of Castle Bentheim                                                                | 1670              | No/unknown value Charles Sedelmeyer collection | Q61875661  |
|        | View of Haarlem (Haerlempje)                                                                                   | 1670 1653         | No/unknown value Museu del Führer Munich Central Collecting Point | Q61994030  |
|        | Hilly and Wooded Landscape                                                                                     | 1675              | No/unknown value Charles Sedelmeyer collection | Q62504275  |
|        | The Entrance to a Village                                                                                      | 1670              | No/unknown value Charles Sedelmeyer collection Kunsthandel P. de Boer | Q62507687  |
|        | A Cascade, with a farm on the left                                                                             | 1670              | No/unknown value | Q62509361  |
|        | Landscape with two figures by a waterfall                                                                      | 1675              | No/unknown value | Q62550895  |
|        | A wooded river landscape with a traveller and dog                                                              | 1650s             | No/unknown value | Q62666674  |
|        | A Rocky River Scene                                                                                            |                   | | Q63391435  |
|        | Mountainous Landscape                                                                                          | 1661              | Charles Sedelmeyer collection Royal Albert Hall | Q63391475  |
|        | Woody Landscape                                                                                                |                   | | Q63391499  |
|        | Woody Landscape                                                                                                |                   | No/unknown value | Q63676357  |
|        | Landscape |                   | No/unknown value | Q63676369  |
|        | A Wood near the Waters Edge                                                                                    | 1650              | No/unknown value | Q64004283  |
|        | A Forest Scene                                                                                                 | 1650              | No/unknown value | Q64004294  |
|        | A River in the Forest                                                                                          | 1650              | No/unknown value | Q64004304  |
|        | Landscape by Morning Light                                                                                     | 1648              | Museu de Belles Arts de Leipzig | Q64494579  |
|        | Evening Landscape in Winter                                                                                    | 1650              | Museu de Belles Arts de Leipzig | Q64494864  |
|        | Mountain Landscape with River                                                                                  | 1660s             | Museu de l'Escola de Disseny de Rhode Island Adolphe Schloss collection | Q64514851  |
|        | Landscape with a Farm House and Windmill                                                                       | 1680              | Institut d'Arts de Detroit | Q64518289  |
|        | A Road on the Slope of a Hill                                                                                  | 1680              | Gemäldegalerie | Q64520941  |
|        | Farm and Hayrick on a River                                                                                    | 1640              | Institut d'Arts de Detroit | Q64537938  |
|        | Forest Path with People Strolling                                                                              | 1646              | Institut Städel | Q64800422  |
|        | Wooded Landscape with Duck Hunter                                                                              | 1680              | Hermitage | Q66085347  |
|        | Wooded landscape with a waterfall, a church beyond                                                             | 1660s             | No/unknown value Charles Sedelmeyer collection Gebruder Douwes | Q66334680  |
|        | Mountainous landscape with waterfall                                                                           | 1654              | No/unknown value | Q66334998  |
|        | View of the Kostverloren house on the Amstel river after 1658                                                  | 1660              | No/unknown value | Q66336715  |
|        | A Woodland Pool                                                                                                | 1665              | No/unknown value Clowes collection | Q66368500  |
|        | A Water Mill                                                                                                   | 1655              | No/unknown value col·lecció de Jacques Goudstikker | Q66370747  |
|        | Hilly Landscape with a View of Bentheim Castle                                                                 | 1675              | No/unknown value | Q66370891  |
|        | Hilly Landscape with a View of Bentheim Castle                                                                 | 1675              | No/unknown value | Q66370902  |
|        | Landscape with a pollard willow on an embankment with a view of a church                                       | 1675              | No/unknown value | Q66371066  |
|        | Hilly Landscape with a Fisherman at a Waterfall                                                                | 1679              | No/unknown value | Q66371098  |
|        | Landscape with Waterfall                                                                                       | 1675              | No/unknown value | Q66371368  |
|        | Wooded landscape with a stream, pool, shepherd and shepherdess                                                 | 1658              | No/unknown value | Q66371448  |
|        | Landscape with footbridge over rapids at the edge of a forest                                                  | 1660              | No/unknown value | Q66372171  |
|        | Wooded Landscape with Figures on a Path                                                                        | 1660              | musée départemental d'art ancien et contemporain | Q66372318  |
|        | Wooded landscape with a wanderer and a dog                                                                     | 1655              | No/unknown value | Q66372328  |
|        | Landscape with a shepherd watering his flock by a pond at the edge of a wood                                   | 1680              | No/unknown value | Q66384967  |
|        | Landscape with a pool in a wood                                                                                | 1680              | No/unknown value Sammlung Schloss Rohoncz | Q66386114  |
|        | Wooded landscape with travellers on a track by a river                                                         | 1659              | No/unknown value | Q66386466  |
|        | Wooded landscape with a shepherd and two cows by a stream, ca. 1655-1665                                       | 1658              | No/unknown value Munich Central Collecting Point | Q66386531  |
|        | Wooded landscape with huntsmen and their dogs on a rural road, late jaren 1650 of ca. 1660                     | 1658              | No/unknown value | Q66386569  |
|        | Mountainous landscape with a low waterfall, late jaren 1650                                                    | 1658              | Niedersächsisches Landesmuseum Hannover | Q66386636  |
|        | Fishhermen on a rocky embankment                                                                               | 1658              | No/unknown value | Q66387015  |
|        | Landscape with houses by a flooded road                                                                        | 1658              | No/unknown value | Q66387236  |
|        | Landscape with figures by a wooden gate                                                                        | 1680              | No/unknown value Richard Green Fine Paintings | Q66387651  |
|        | Hilly landscape with big oak tree                                                                              | 1660              | No/unknown value | Q66388858  |
|        | Ships in stormy weather                                                                                        | 1670              | Gemäldegalerie | Q66389686  |
|        | Ships in stormy weather near the coast                                                                         | 1670              | Holsteinborg | Q66390021  |
|        | Winter Landscape with the Ruins of Brederode                                                                   | 1665              | No/unknown value | Q66424201  |
|        | Oak Wood with Cottages                                                                                         | 1665              | Niedersächsisches Landesmuseum Hannover | Q66439408  |
|        | A Wood with a Stream                                                                                           | 1650              | No/unknown value | Q70122409  |
|        | Landscape with Tall Trees                                                                                      | 1670s             | No/unknown value | Q71273855  |
|        | Winter Landscape with a Village and Frozen Canal                                                               | 1670s             | No/unknown value | Q71276871  |
|        | Winter Landscape with Houses and Frozen Canal                                                                  | 1670s             | Galeria d'Art d'Hamburg | Q71289508  |
|        | Hilly Landscape with a Broad Waterfall                                                                         | 1670              | Staatliches Museum Schwerin | Q71682947  |
|        | Haarlem bleaching grounds                                                                                      | 1670              | Gosford House | Q73107400  |
|        | An Extensive Landscape with a View of Alkmaar                                                                  | 1670              | Gosford House | Q73109040  |
|        | Landscape with Wooded Hill                                                                                     | 1654              | Galeria d'Art d'Hamburg | Q73126546  |
|        | A Mountain Landscape with a Chapel                                                                             | 1655              | Galeria d'Art d'Hamburg | Q73128174  |
|        | Landscape with a manor                                                                                         | 1655              | Galeria d'Art d'Hamburg | Q73131891  |
|        | A Wood Scene                                                                                                   | 1649              | The Torrie Collection University of Edinburgh Art Collection | Q77690388  |
|        | A Seascape |                   | Museu d'Art John i Mable Ringling | Q79361579  |
|        | Wooded Landscape with Hunters and a River                                                                      | 1655              | No/unknown value | Q83619698  |
|        | Waterfall with Withered Tree                                                                                   | 1655              | Adolphe Schloss collection | Q83620452  |
|        | A Pool in a Wood                                                                                               | 1655              | Adolphe Schloss collection | Q83622915  |
|        | A Canal before a Village                                                                                       | 1655              | Col·leccions Nacionals de Dresden | Q83629593  |
|        | A Road leading to a Village                                                                                    | 1655              | No/unknown value | Q83630199  |
|        | An Entrance to a Wood, with a pond and figures                                                                 | 1655              | No/unknown value | Q86475143  |
|        | A Cottage in Winter                                                                                            | 1655              | No/unknown value | Q86475177  |
|        | A Norwegian Landscape with Waterfall                                                                           | 1655              | No/unknown value | Q86475550  |
|        | A Hilly and Wooded Landscape with a River                                                                      | 1655              | No/unknown value | Q86725343  |
|        | Landscape with a Waterfall                                                                                     | 1655              | Museu Ashmolean | Q97397904  |
|        | Le Vieux Chêne                                                                                                 | 1648              | museu Cognacq-Jay | Q97651329  |
|        | Landscape with Ruins of the Castle of Brederode                                                                | 1655              | No/unknown value | Q97977019  |
|        | Landscape with Cornfields                                                                                      | 1655              | No/unknown value | Q97977410  |
|        | The Wind Mill                                                                                                  | 1655              | No/unknown value | Q97979729  |
|        | Sailing vessels in a stormy sea near a rocky coast                                                             | 1655              | No/unknown value | Q98149749  |
|        | An extensive landscape with grain fields, Heemstede beyond                                                     | 1670s             | No/unknown value | Q100894714 |
|        | A Horseman by Bleachfields, with Haarlem beyond                                                                | 1670              | No/unknown value | Q100906343 |
|        | The Construction of a House                                                                                    | 1660              | No/unknown value Kunsthandel P. de Boer | Q100912204 |
|        | A Winter Landscape                                                                                             | 1660              | No/unknown value | Q100913776 |
|        | A Norwegian Waterfall                                                                                          | 1660s             | No/unknown value | Q100994766 |
|        | Two Watermills, with a still pool in front                                                                     | 1660              | No/unknown value | Q101095706 |
|        | Paysage à la cascade                                                                                           | 17th century      | Museu de Belles Arts de la vila de París | Q104445127 |
|        | Paysage avec un château en ruines et une église                                                                | 17th century      | Museu de Belles Arts de la vila de París | Q104445128 |
|        | Paysage Norvégien                                                                                              | 17th century      | Museu de Belles Arts de la vila de París | Q104445144 |
|        | Waterfall in the mountains                                                                                     |                   | Museu Nacional de Varsòvia | Q104544927 |
|        | Entrance to a Forest                                                                                           | 1660s             | Musée des beaux-arts de Mulhouse | Q104834610 |
|        | A dune landscape with a distant view of Haarlem                                                                | 1652              | Kunsthandel P. de Boer | Q105492137 |
|        | A Great Pool                                                                                                   | 1666              | No/unknown value | Q105848190 |
|        | Landscape with a Sluice                                                                                        | 1666              | No/unknown value | Q106193583 |
|        | Landscape with a Farm                                                                                          | 17th century      | Nationalmuseum | Q106357856 |
|        | The Ruins | 1648              | No/unknown value Charles Sedelmeyer collection | Q106413329 |
|        | A Cottage by a Pool                                                                                            | 1660              | No/unknown value | Q106603060 |
|        | A Rocky River Landscape with a Bridge and the Castle of Bentheim                                               | 1660              | No/unknown value | Q106603151 |
|        | Wild Duck Shooting                                                                                             | 1660              | No/unknown value | Q106603254 |
|        | A Stormy Sea                                                                                                   | 1660              | No/unknown value | Q106624412 |
|        | Landscape with a Village Church                                                                                | 1660              | No/unknown value | Q106727337 |
|        | Landscape with a Mill                                                                                          | 1660              | No/unknown value | Q106727383 |
|        | Forest Landscape                                                                                               | 1650              | Museu d'Art de la Universitat de Princeton | Q106774704 |
|        | Landscape with Waterfall                                                                                       | 17th century      | Museu d'Art de Baltimore | Q106824326 |
|        | Road Lined with Trees                                                                                          | 1675              | Museus d'Art de Harvard Museu Fogg | Q106859674 |
|        | Wooded Landscape with an Old Oak                                                                               | 1650s             | Museus d'Art de Harvard Museu Fogg | Q106880710 |
|        | A Hilly Landscape with Tall Oaks                                                                               | 17th century      | Gemäldegalerie | Q107439285 |
|        | The cottage | 17th century      | Gemäldegalerie | Q107439289 |
|        | Windmill by a river                                                                                            | 17th century      | Gemäldegalerie | Q107439292 |
|        | Cabin under high oaks                                                                                          | 17th century      | Gemäldegalerie | Q107439306 |
|        | Forest thicket                                                                                                 | 1660s             | Gemäldegalerie | Q107439309 |
|        | A Landscape with Waters and Windmill                                                                           | 1664              | Gemäldegalerie | Q107444627 |
|        | Norwegian Landscape with a Mountain Stream                                                                     | 1660              | No/unknown value | Q107463991 |
|        | A Snowy Landscape                                                                                              | 1660              | No/unknown value | Q107464368 |
|        | A wooded landscape with an oak tree, pond and houses beyond                                                    | 1650              | No/unknown value | Q107508978 |
|        | A river landscape with fir trees by a cascade                                                                  | 1650              | No/unknown value | Q107509228 |
|        | A windmill with a horseman crossing an old bridge                                                              | 1650              | | Q107696568 |
|        | Landscape, Mountain Stream                                                                                     |                   | New-York Historical Society | Q108688733 |
|        | Landscape with a cottage and stone bridge under a cloudy sky                                                   | 1650              | | Q108771744 |
|        | Winter Landscape with a View on a Town, Probably Doesburg                                                      | 1675              | | Q108773636 |
|        | Ruins of Brederode Castle                                                                                      | 1660              | | Q110495619 |
|        | A Waterfall | 1660              | | Q110627314 |
|        | Wooded landscape with herders and cattle                                                                       | 1665              | Museu del Führer Munich Central Collecting Point | Q111641200 |
|        | Landscape with farm buildings                                                                                  | 1653              | Museu del Führer Munich Central Collecting Point Kunstbesitz der Bundesrepublik Deutschland | Q111641653 |
|        | Waterfall with shepherds                                                                                       | 1653              | Museu del Führer Munich Central Collecting Point | Q111643085 |
|        | Landscape with Oak trees and a Farmhouse                                                                       | 1653              | Museu del Führer Munich Central Collecting Point | Q111649611 |
|        | landscape with castle Kostverloven                                                                             |                   | Col·lecció Hermann Göring Munich Central Collecting Point | Q112219860 |
|        | Landschaft mit Waldsee, in der Mitte ein Boot mit zwei Männern, rechts dahinter das mit Bäumen bestandene Ufer |                   | Col·lecció Hermann Göring | Q112219861 |
|        | "Bleaching" |                   | Munich Central Collecting Point castell de Wawel | Q112226593 |
|        | Water-mill |                   | Munich Central Collecting Point No/unknown value | Q112229854 |
|        | landscape |                   | Munich Central Collecting Point | Q112231174 |
|        | landscape with cottages                                                                                        |                   | Munich Central Collecting Point Col·lecció Hermann Göring | Q112232710 |
|        | River with a house and church spire                                                                            |                   | Munich Central Collecting Point | Q112234882 |
|        | Landscape |                   | Munich Central Collecting Point | Q112240177 |
|        | Seascape |                   | Munich Central Collecting Point | Q112245551 |
|        | Landscape |                   | Munich Central Collecting Point Col·lecció Hermann Göring | Q112253244 |
|        | Bosky landscape with a large oak and two fallen beeches by a waterfall                                         |                   | No/unknown value | Q113653676 |
|        | Bebost rivierlandschap met stroomversnelling                                                                   | 17th century      | Kunsthandel P. de Boer | Q114706886 |
|        | Hilly landscape with a farmhouse near a rapid                                                                  | 17th century      | Kunsthandel P. de Boer | Q114707298 |
|        | Sandy forest trail with shepherds                                                                              | 1655              | Suermondt-Ludwig-Museum | Q114745041 |
|        | Wide landscape with a cornfields and view of Arnhem                                                            | 17th century      | Suermondt-Ludwig-Museum | Q114745200 |
|        | The leper house / madhouse outside Haarlem                                                                     | 17th century      | Museu d'Art de Basilea Sammlung Schloss Rohoncz | Q114761054 |
|        | VERVALLEN Berglandschap, Het vissen van kreeftjes,                                                             | 17th century      | Museu Groninger | Q115463175 |
|        | VERVALLEN Landschap met man, kind en hond,                                                                     | 17th century      | Museu Groninger | Q115463966 |
|        | Landscape with waterfall and a castle on a cliff                                                               | 1660s             | | Q115568847 |
|        | Le Troupeau sur la passerelle, vers 1650-55                                                                    | 17th century      | Departament de Pintura del Museu del Louvre Museu de Belles Arts d'Orleans | Q115671727 |
|        | Boslandschap met schaapherder, links een korenveld                                                             | 17th century      | | Q115867349 |
|        | Sailing vessels in a stormy sea, with a jetty to the right                                                     |                   | | Q115972250 |
|        | Inn at a shore                                                                                                 | 1667              | Museu Wallraf-Richartz | Q116294920 |
|        | Marine | 17th century      | Museu Reial de Belles Arts de Bèlgica | Q116296083 |
|        | Boslandschap met twee wandelaars                                                                               | 17th century      | | Q116778244 |
|        | Path between Trees                                                                                             |                   | Galeria Nacional de Praga | Q117214574 |
|        | Wooded Landscape with Stream                                                                                   |                   | Galeria Nacional de Praga | Q117215537 |
|        | Schepen op onrustig water met rechts in de voorgrond een golfbreker                                            | 17th century      | Galeria Nacional de Praga | Q117225757 |
|        | Hilly Landscape near Bentheim                                                                                  | 17th century      | Michaelis Collection | Q117355695 |
|        | Paysage avec une cascade                                                                                       | 1655              | Museu Fabre | Q117663587 |
|        | A wooded landscape with a waterfall                                                                            |                   | No/unknown value | Q118464662 |
|        | Landscape with cornfields and a view of the sea                                                                |                   | No/unknown value | Q118465151 |
|        | A waterfall in a rustic landscape                                                                              | 1660              | | Q118601549 |
|        | A wooded landscape                                                                                             | 1660              | | Q118601963 |
|        | A wooded landscape with a waterfall                                                                            | 1675              | No/unknown value | Q118727063 |
|        | Landscape with Bleaching Grounds                                                                               |                   | Apsley House | Q118878087 |
|        | Landscape with a Ruined Tower                                                                                  | 1640s             | Centre de Recursos dels Museus de Glasgow | Q118892817 |
|        | Wooded Landscape with a River                                                                                  | 17th century      | Museu Bowes | Q118893574 |
|        | Landscape with Figures                                                                                         | 1650              | Centre de Recursos dels Museus de Glasgow | Q118894683 |
|        | Landscape with a Cottage, Bridge and Sheep                                                                     | 1650s             | Centre de Recursos dels Museus de Glasgow | Q118895478 |
|        | Landscape with a Woman and Child Walking along a Wooded Country Lane                                           | 1649              | Galeria d'Art de Manchester | Q118895925 |
|        | Landscape near Muiderberg                                                                                      |                   | Museu Ashmolean | Q118896034 |
|        | Wooded Landscape with a Waterfall                                                                              | 1660s             | Waddesdon Manor | Q118984540 |
|        | River in Spate                                                                                                 | 1660              | Museu i Galeria d'Art de Bristol | Q118984559 |
|        | Wooded Landscape with Cornfields                                                                               | 17th century      | Ferens Art Gallery | Q118984695 |
|        | A Storm off the Dutch Coast                                                                                    | 17th century      | Galeria d'Art de Manchester | Q118984896 |
|        | Wooded Landscape with Fishermen by a Pond                                                                      | 1670s             | Centre de Recursos dels Museus de Glasgow | Q118985183 |
|        | Landscape with slender fir tree                                                                                | 1660              | Grand ducal collection, Oldenburg | Q119627570 |
|        | Storm off Egmond-aan-Zee, The Netherlands                                                                      |                   | Temple Newsam | Q119803240 |
|        | The Dunes near Haarlem                                                                                         |                   | Galeria d'Art de la Ciutat de Southampton | Q119803243 |
|        | Forest Scene with Horseman                                                                                     |                   | Victoria Art Gallery | Q119803245 |
|        | Autumnal Landscape                                                                                             |                   | Watford Museum | Q119803250 |
|        | Fishing Boats and a Rowing Boat on a Choppy Sea                                                                |                   | Seaton Delaval Hall | Q119803255 |
|        | Wooded Landscape with Shepherds by a Stream                                                                    |                   | Centre de Recursos dels Museus de Glasgow | Q119803258 |
|        | Woody Landscape with Cattle and a Stream                                                                       |                   | Victoria and Albert Museum | Q119803261 |
|        | Path through a Wood                                                                                            |                   | Christchurch Mansion | Q119860638 |
|        | Flight into Egypt                                                                                              |                   | New College | Q119890346 |
|        | Landscape with a Waterfall                                                                                     |                   | Centre de Recursos dels Museus de Glasgow | Q119921222 |
|        | A Country Scene                                                                                                |                   | | Q119940867 |
|        | The Flight into Egypt                                                                                          | 18th century      | Northampton Museum and Art Gallery | Q119940868 |
|        | Paysage (Castel à demi-ruiné)                                                                                  |                   | Museu de Belles Arts de Lieja | Q120686119 |
|        | Paysage (rivière)                                                                                              |                   | Museu de Belles Arts de Lieja | Q120686122 |
|        | Paysage au torent                                                                                              | 17th century      | Palau de Belles Arts de Lilla | Q120692415 |
|        | Dune landscape with hunter and windmill                                                                        | 17th century      | Frans Hals Museum | Q120885338 |
|        | Heuvelachtig landschap met kasteelruïne                                                                        | 2nd millennium    | | Q121538091 |
|        | Dune landscape with houses and an church tower                                                                 | 1640s             | | Q121879691 |
|        | Wooded landscape with cattle crossing a stream                                                                 | 1650              | | Q121912785 |
|        | Schepen voor een onbekende stad                                                                                | 17th century      | | Q122453899 |
|        | Schepen op onrustig water                                                                                      | 17th century      | | Q122453900 |
|        | Schepen in een storm voor Zierikzee                                                                            | 17th century      | | Q122453901 |
|        | Schepen voor de kust bij stormachtig weer                                                                      | 17th century      | | Q122453906 |
|        | Schepen voor de kust in bewogen water                                                                          | 17th century      | | Q122453908 |
|        | Scheepvaart bij een frisse bries                                                                               | 17th century      | | Q122453910 |
|        | Scheepvaart bij harde wind met rechts een aanlegsteiger met een baken                                          | 17th century      | | Q122499593 |
|        | Schepen voor een rotsachtige kust                                                                              | 17th century      | | Q122499597 |
|        | Ships before the coast with a wharf                                                                            | 17th century      | | Q122499604 |
|        | Landschap met brug bij een waterval                                                                            | 17th century      | | Q122664548 |
|        | The Cornfield                                                                                                  | 1660              | Museu d'Art de Basilea | Q122762205 |
|        | Sportsmen in a hilly and wooded landscape                                                                      | 1660              | | Q122762492 |
|        | Panoramic dune landscape with shepherd                                                                         | 17th century      | | Q122810914 |
|        | Landscape | 1670              | | Q123203449 |
|        | Heuvellandschap met enkele huizen aan een rivier                                                               | 17th century      | | Q123254591 |
|        | View on the Bleaching Grounds with the Egmont Ruin                                                             | 1655              | | Q123272554 |
|        | Stagnant Water, at the foot of a wooded slope of a hill                                                        | 1655              | | Q123272757 |
|        | Landscape with a water fall                                                                                    | 17th century      | | Q123358505 |
|        | View of Bleaching fields near Haarlem                                                                          | 1670              | | Q123462959 |
|        | Landscape with the ruins of a fort                                                                             | 1660              | | Q123581970 |
|        | A waterfall | 1660              | Suermondt-Ludwig-Museum | Q123594476 |
|        | Landscape with cottages                                                                                        | 1647              | No/unknown value | Q124497656 |
|        | Waterfall with a castle on a hill                                                                              | 1660s             | Herzog Anton Ulrich Museum | Q124609678 |
|        | A wooded landscape with a quiet stream and a group of trees at left                                            | 1653              | No/unknown value | Q124610600 |
|        | Steinbruch im Walde                                                                                            | 17th century      | Kunsthaus Zürich | Q131584728 |
|        | Dünen mit Eichen und Gewässer                                                                                  | 1650              | Kunsthaus Zürich | Q131586295 |
|        | Country Road with Cornfield                                                                                    | 1645              | Presidential Palace of Suriname | Q134736930 |
|        | Extensive Landscape with Trees, a Grainfield, Dunes and a Distant View of a Town                               | 1648              | Springfield Museums | Q134875601 |
|        | Landscape with a view of Bentheim Castle                                                                       | 1655              | Yamanashi Prefectural Museum of Art | Q135297744 |
|        | Rough sea |                   | Cabinet de Monseigneur le duc de Choiseul | Q135527859 |